# Busseaut
Busseaut település Franciaországban, Côte-d’Or megyében. Lakosainak száma 52 fő (2022. január 1.). Busseaut Saint-Germain-le-Rocheux, Bellenod-sur-Seine, Rochefort-sur-Brévon, Brémur-et-Vaurois, Mauvilly, Nod-sur-Seine, Origny és Aisey-sur-Seine községekkel határos.

## Népesség
A település népességének változása:
| Lakosok száma | 57   | 51   | 60   | 64   | 52   | 49   | 48   | 48   | 48   | 52   |
|               | 1968 | 1982 | 1990 | 2006 | 2013 | 2015 | 2017 | 2019 | 2020 | 2022 |